# Семеновка (Пономарьовський район)
Семе́новка (рос. Семёновка) — село у складі Пономарьовського району Оренбурзької області, Росія.

## Населення
Населення — 374 особи (2010; 420 у 2002).
Національний склад (станом на 2002 рік):
- росіяни — 82 %